# Burton Hastings
Pour les articles homonymes, voir Burton.
Burton Hastings est un village et une paroisse civile du Warwickshire, en Angleterre.

## Toponymie
Burton est un nom d'origine vieil-anglaise. Composé des éléments burh « place forte » et tūn « ferme », il désigne soit une ferme fortifiée, soit une ferme située près d'une place forte. Ce toponyme est courant en Angleterre. Celui du Warwickshire est attesté pour la première fois en 1002 sous la forme Burhtun. Dans le Domesday Book, compilé en 1086, il est orthographié Bortone. 
L'élément Hastings fait référence à la famille Hastings, qui détient le manoir de Burton à partir du XIIIe siècle.

## Géographie
Burton Hastings est un village du Warwickshire, un comté des Midlands de l'Ouest. Il se trouve dans le nord-ouest du comté, près de la frontière du Leicestershire. Les grandes villes les plus proches sont Hinckley, à 5 km au nord, et Nuneaton, à 6 km à l'ouest.
La rivière Anker (en), un affluent de la Tame, coule au sud-ouest du village, tandis que le canal d'Ashby (en) passe au nord-ouest. La route A5, qui correspond à l'ancienne voie romaine de Watling Street, passe juste au nord de la paroisse civile de Burton Hastings, et l'autoroute M69 (en) traverse le territoire de la paroisse à l'est du village.
À l'époque du Domesday Book, Burton se situe dans le hundred de Bumbelowe, qui est absorbé au XIIe siècle dans le hundred de Knightlow (en). Après l'abandon du système des hundreds, le village est rattaché au district rural de Rugby (en) de 1894 à 1974, puis au borough de Rugby depuis cette date.

## Histoire
Le Domesday Book indique que le manoir de Burton appartient en 1066 au thegn Siward Barn. Sa valeur annuelle est estimée à 4 livres et il compte deux moulins. Après la conquête normande de l'Angleterre, Siward est dépouillé de tous ses biens pour s'être révolté contre Guillaume le Conquérant. En 1086, le manoir de Burton appartient à Henri de Ferrières, un baron anglo-normand qui a reçu la majeure partie du patrimoine foncier de Siward. Sa valeur annuelle a diminué en vingt ans et elle n'est plus estimée qu'à 2 livres.
Burton se transmet ensuite au sein de la famille Ferrières, dont les chefs portent le titre de comte de Derby à partir de 1138. Pour sa participation à la seconde guerre des Barons dans le camp de Simon de Montfort, le comte Robert de Ferrières est dépouillé de ses terres et de ses titres en 1266. Le manoir de Burton passe alors à la famille Hastings et commence à partir de cette période à être appelé « Burton Hastings ». Après l'extinction de la lignée des comtes de Pembroke de la famille Hastings, en 1389, Burton est légué au baron William de Beauchamp et passe, à la fin du XVe siècle, à Edward Neville, mari de la petite-fille de William de Beauchamp.
Une partie du manoir de Burton, séparée sous le règne de Henri II, est acquise en 1364 par une branche cadette de la famille Hastings. L'un de ses détenteurs est William Hastings, fidèle allié du roi Édouard IV exécuté pour haute trahison en 1483. Son petit-fils George vend son domaine de Burton au début du XVIe siècle. Il est divisé et revendu à plusieurs reprises au cours des siècles qui suivent.

## Démographie
Au recensement de 2011, la paroisse civile de Burton Hastings comptait 226 habitants.
| Année | Population |
| ----- | ---------- |
| 1801  | 184        |
| 1811  | 201        |
| 1821  | 241        |
| 1831  | 253        |
| 1841  | 276        |
| 1851  | 245        |
| 1881  | 164        |
| 1891  | 175        |
| 1901  | 138        |
| 1911  | 169        |
| 1921  | 197        |
| 1931  | 227        |
| 1951  | 196        |
| 1961  | 190        |
| 2011  | 226        |

## Culture locale et patrimoine
L'église paroissiale de Burton Hastings est dédiée à saint Botolphe. Le chancel et une partie de la tour remontent au XIVe siècle, mais la nef date du XVIe siècle, tout comme le reste de la tour. Le bâtiment a été restauré vers 1867 et un porche ajouté au XIXe siècle. C'est un monument classé de grade II* depuis 1960.